# Paul Bernays
Paul Bernays (alemany: Paul Isaac Bernays)  (Londres, 17 d'octubre de 1888 - Zúric, 18 de setembre de 1977) va ser un matemàtic suís que va fer contribucions significatives a la lògica matemàtica, teoria axiomàtica de conjunts, i la filosofia de la matemàtica. Va ser un col·laborador auxiliar i proper de David Hilbert.

## Biografia
Bernays va passar la seva infància a Berlín, i va assistir al Gymnasium Köllner entre 1895 i 1907. A la Universitat de Berlín va estudiar matemàtiques amb Issai Schur, Edmund Landau, Ferdinand Georg Frobenius i Friedrich Schottky. Més endavant fou alumne dels filòsofs Alois Riehl, Carl Stumpf i Ernst Cassirer, i també estudià física amb Max Planck. A la Universitat de Göttingen va estudiar-hi matemàtiques amb David Hilbert, Edmund Landau, Hermann Weyl i Felix Klein, i filosofia amb Leonard Nelson.
El 1912, la Universitat de Göttingen li va atorgar un doctorat en matemàtiques, per una tesi, sota la supervisió de Landau, sobre la teoria analítica de nombres de la forma quadràtica binària. Aquell mateix any, la Universitat de Zúric li va atorgar l'habilitació docent per una tesi sobre la teoria de funcions i el teorema de Picard. El seu examinador va ser Ernst Zermelo. Bernays va ser professor a la Universitat de Zúric des de 1912 fins a 1917, on va arribar a conèixer a George Pólya.
A partir de 1917, Bernays va ser empleat per David Hilbert perquè l'ajudes amb les seves investigacions dels fonaments de l'aritmètica. Bernays també va donar algunes classes en altres àrees de les matemàtiques a la Universitat de Göttingen. El 1919, aquesta universitat li va atorgar una segona habilitació docent, amb una tesi sobre l'axiomàtica del càlcul proposicional dels Principia Mathematica.
El 1922, fou nomenat professor extraordinari a Göttingen sense que Bernays tingues la tinença requerida. El 1933, va ser destituït d'aquest càrrec pel govern nazi a causa de la seva ascendència jueva. Després de treballar en privat per Hilbert durant sis mesos, Bernays i la seva família es van traslladar a Suïssa. També va visitar l'Institut d'Estudis Avançats de Princeton, EUA, i la Universitat de Pennsilvània.
A partir de 1923 i fins que es va retirar el 1959, va ser professor a temps parcial del Institut politècnic de Zuric.

## Publicacions rellevants
- Hilbert, David; Bernays, Paul. Grundlagen der Mathematik. I. 40.  Berlin, New York: Springer-Verlag, 1934. ISBN 978-3-540-04134-4.
- Hilbert, David; Bernays, Paul. Grundlagen der Mathematik. II. 50.  Berlin, New York: Springer-Verlag, 1939. ISBN 978-3-540-05110-7.
- Bernays, Paul. Axiomatic set theory.  Amsterdam: North-Holland, 1958. ISBN 978-0-486-66637-2.
- Bernays, Paul. Abhandlungen zur Philosophie der Mathematik (en alemany).  Darmstadt: Wissenschaftliche Buchgesellschaft, 1976. ISBN 978-3-534-06706-0.